# Zürcher Kantonalbank

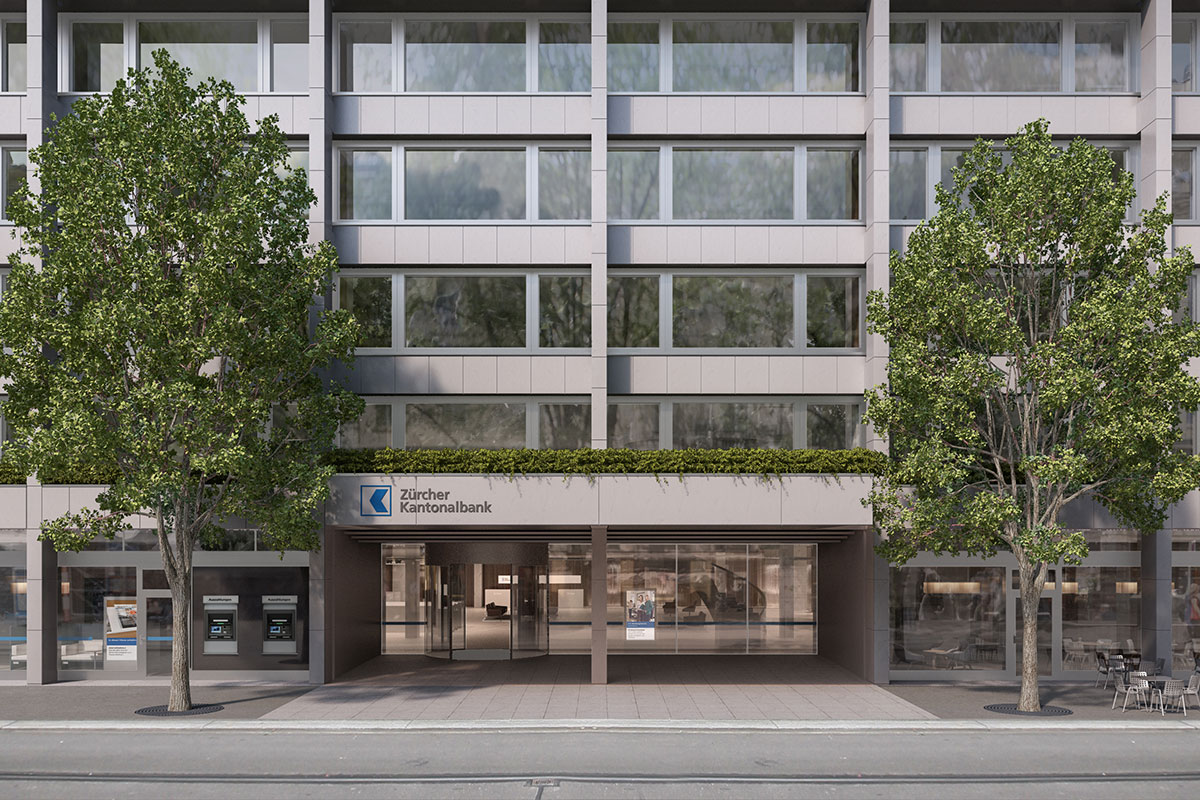
Hauptsitz an der Bahnhofstrasse

Die Zürcher Kantonalbank ist eine Universalbank des Kantons Zürich in der Schweiz. Ihr Kerngeschäft befindet sich zwar im eigenen Kantonsgebiet, jedoch ist sie heute national und auch international tätig. Gemessen an der Bilanzsumme von 203 Milliarden Schweizer Franken ist sie die grösste Kantonalbank und die drittgrösste Schweizer Bank.

## Tätigkeit
Sie ist traditionell im Hypothekar- und Kreditgeschäft sowie im Anlage- und Vorsorgebereich tätig und zählt mit Kundenvermögen von 457 Milliarden Franken zu den fünf grössten Vermögensverwaltern der Schweiz. Als selbstständige öffentlich-rechtliche Anstalt des Kantons Zürich geniesst sie eine unbeschränkte Staatsgarantie. Der Kanton haftet für alle Verbindlichkeiten der Zürcher Kantonalbank, soweit ihre eigenen Mittel nicht ausreichen. Die Bonität der Zürcher Kantonalbank wird von den drei Ratingagenturen, Standard & Poor’s, Moody’s und seit Januar 2009 auch von Fitch Ratings, mit der Bestnote («AAA» bzw. «Aaa») eingestuft, dies als einzige Bank der Schweiz und eine der wenigen Banken weltweit.
Zu den Kerngeschäften zählen u. a. Finanzierungen, Anlagen und Vermögensverwaltung, Handel und Kapitalmarkt sowie das Passiv-, Zahlungsverkehrs- und Kartengeschäft.
Sie bietet Produkte und Dienstleistungen im Anlage- und Vorsorgebereich an. Rückwirkend auf 1. Juli 2014 erwarb die Bank am 10. Dezember 2014 die Swisscanto Holding AG und integrierte sie vollständig.

## Geschichte der Zürcher Kantonalbank

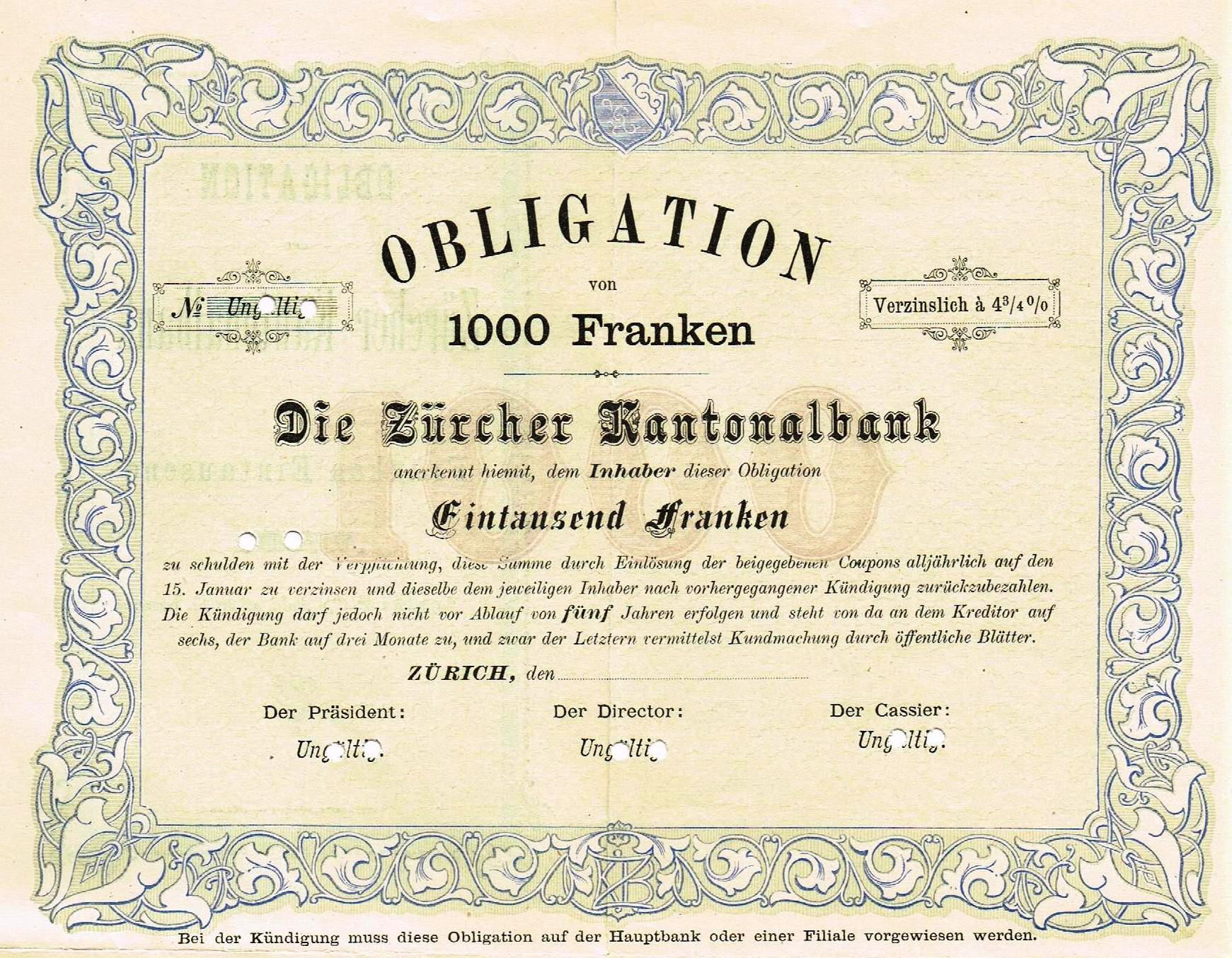
4.75%-Obligation zu 1000 Franken der Zürcher Kantonalbank von 1879

Die Bank wurde 1870 gegründet. Die Grundlage hierfür legte die 1869 erlassene Zürcher Kantonsverfassung, wo es in Artikel 24 hiess: «Er [der Staat] errichtet zur Hebung des allgemeinen Kreditwesens beförderlich eine Kantonalbank.»
Massgeblich vorangetrieben hat die Idee einer Staatsbank Johann Jakob Keller (1823–1903), demokratischer Politiker und Unternehmer aus dem Zürcher Oberland. Die Bankgründung erfolgte mit dem Ziel, Kredite an Bauern und Handwerker zu vorteilhaften Bedingungen zu vergeben.

## Aktuelle Zahlen
Die Zürcher Kantonalbank verfügt über rund 51 Geschäftsstellen (2025; exklusive reinen Bancomat-Standorten). Da ein Grossteil der Kunden das Bargeld an Bancomaten beziehen und der bargeldlose Zahlungsverkehr weiter zugenommen hat, werden bis Ende 2021 voraussichtlich drei weitere Filialen geschlossen werden. Mit Stand Mai 2021 waren nur noch die Hälfte der 56 ZKB-Standorte mit klassischen Bargeld-Schaltern ausgestattet. Die restlichen Schalter sollen bis 2030 abgebaut werden.
|                                                            |         | 2024    | 2023    | 2022    | 2021                               | 2020 |
| ---------------------------------------------------------- | ------- | ------- | ------- | ------- | ---------------------------------- | ---- |
| Bruttogewinn Konzern (in Mio. CHF)                         | 1'277   | 1'469   | 1'059   | 951     | 801                                |      |
| Jahresgewinn Konzern vor Steuern (in Mio. CHF)             | 1'289   | 1'246   | 1'067   | 951     | 873                                |      |
| Gesamtpartizipation von Kanton und Gemeinden (in Mio. CHF) | 562     | 558     | 519     | 458     | 479 (inkl. Corona-Sonderdividende) |      |
| Bilanzsumme (in Mio. CHF)                                  | 202'594 | 201'259 | 199'791 | 192'105 | 188'364                            |      |
| Eigene Mittel (in Mio. CHF)                                | 14'862  | 14'268  | 13'299  | 12'674  | 12'650                             |      |
| Verwaltete Vermögen (in Mio. CHF)                          | 457'276 | 395'786 | 399'965 | 409'190 | 361'658                            |      |
| Mitarbeiter (teilzeitbereinigt per Jahresende)             | 5'779   | 5'539   | 5'249   | 5'145   | 5'180                              |      |

## Besitzverhältnisse und Geschäftszweck
Die Zürcher Kantonalbank ist eine selbständige öffentlich-rechtliche Anstalt des Kantons Zürich und erfüllt einen gesetzlichen Leistungsauftrag. Sie wird nach kaufmännischen Grundsätzen geführt und soll einen angemessenen Gewinn erwirtschaften. Der Rahmen der Geschäftstätigkeit, der Geschäftszweck sowie die Beaufsichtigung und die Organisation der Bankorgane sind im Gesetz über die Zürcher Kantonalbank geregelt.
Zu den gesetzlichen Aufträgen gehört:
- die Versorgung der Zürcher Bevölkerung, der KMU, der Landwirtschaft und der öffentlich-rechtlichen Körperschaften mit Bankdienstleistungen
- die Förderung des preisgünstigen Wohnungsbaus und des Wohneigentums im Kanton Zürich
- die Beachtung von Nachhaltigkeitsgrundsätzen bei der gesamten Geschäftstätigkeit im In- und Ausland
- die Unterstützung des Kantons bei der Lösung seiner Aufgaben in den Bereichen Wirtschaft, Umwelt und Gesellschaft

Unter den öffentlichen Leistungsauftrag fällt ausserdem der Betrieb der Pfandleihkasse des Kantons Zürich. Diese Institution gewährt zinsgünstige Kleinstdarlehen ab 10 Franken. Ein allfälliges Defizit wird von der Zürcher Kantonalbank getragen.

### Staatsgarantie
Der Kanton stellt der Zürcher Kantonalbank ein Dotationskapital zur Verfügung und gewährt eine Staatsgarantie. Der Staat haftet gemäss Gesetz für alle Verbindlichkeiten der Bank, sofern ihre eigenen Mittel nicht ausreichen. Durch ihr Stand-alone Rating (aa) zählt die Zürcher Kantonalbank zu den sichersten Universalbanken der Welt, dies aufgrund einer sehr guten Kapitalisierung, einer stabilen Ertragsbasis und der damit verbundenen Profitabilität.

### Systemrelevanz
Die Zürcher Kantonalbank wurde am 1. November 2013 durch Verfügung der Schweizerischen Nationalbank (SNB) als systemrelevante Bank im Inland eingestuft und muss strengere Eigenmittelanforderungen erfüllen sowie Notfallpläne für Krisenzeiten ausarbeiten. Neben der Zürcher Kantonalbank sind in der Schweiz die Grossbank UBS, Raiffeisen Schweiz und Postfinance systemrelevant.

### Tochtergesellschaften
- Swisscanto Holding AG
  - Swisscanto Fondsleitung AG
    - Swisscanto Private Equity CH | AG
- Swisscanto Vorsorge AG
- Swisscanto Asset Management International SA, Luxemburg
- Zürcher Kantonalbank Finance (Guernsey) Ltd., Guernsey
- Zürcher Kantonalbank Representações Ltda, São Paulo
- Complementa AG

### Beteiligungen
- Viseca Holding AG
- Twint AG[13]
- Pfandbriefzentrale der Schweizerischen Kantonalbanken AG
- Technopark Immobilien AG

## Organisation
Die Bank steht unter der Oberaufsicht des Kantonsrates. Dieser wählt die Mitglieder des Bankrates und des Bankpräsidiums. Dem Bankrat obliegt die Oberleitung der Bank sowie die Aufsicht und Kontrolle über die Geschäftsleitung. Er delegiert die operative Geschäftstätigkeit der Bank an die Generaldirektion.

### Mitglieder des Bankpräsidiums
- Jörg Müller-Ganz (Bankpräsident)
- Roger Liebi (Stellvertretender Bankpräsident)
- Mark Roth (Vizepräsident)

### Mitglieder des Bankrates
- Amr Abdelaziz
- Sandra Berberat Kecerski
- Adrian Bruhin
- Bettina Furrer
- René Huber
- Gregor Kreuzer
- York-Peter Meyer
- Kristine Schulze
- Hans-Ueli Vogt
- Claudia Zimmermann

### Mitglieder der Generaldirektion
- Urs Baumann   (Vorsitzender der Generaldirektion/CEO)[A 1]
- Martin Bardenhewer (Leiter Geschäftseinheit Finanz)
- Jürg Bühlmann (Leiter Geschäftseinheit Firmenkunden)
- Mario Crameri (Geschäftseinheit IT, Operations & Real Estate)
- Stephanino Isele (Leiter Geschäftseinheit Institutionals & Multinationals, stv. CEO)
- Daniel Previdoli (Leiter Geschäftseinheit Products, Services & Directbanking)
- Florence Schnydrig Moser (Leiterin Geschäftseinheit Private Banking)
- Hjalmar Schröder (Leiter Geschäftseinheit Risk)
- Susanne Thellung (des. Leiterin Privatkunden)

## Tätigkeitsgebiete
Die Zürcher Kantonalbank ist eine Universalbank mit regionaler Verankerung sowie nationaler und internationaler Vernetzung. Sie bietet Privatpersonen, Unternehmen und institutionellen Kunden eine breite Palette an Dienstleistungen und Produkten an. Zu den Kerngeschäften der Zürcher Kantonalbank zählen Finanzierungen, Anlagen und Vermögensverwaltung, Handel und Kapitalmarkt sowie das Passiv-, Zahlungsverkehrs- und Kartengeschäft. Durch eine Auslagerung wird der Zahlungsverkehr seit Mitte März 2017 von der Swisscom abgewickelt. Die Zürcher Kantonalbank betreibt eine der vier Schweizer Plattformen für ausserbörslichen Handel. Bis Ende 2022 sollen die Maestro-Karten durch Visa-Debit-Karten ersetzt werden.

## Wirtschaftliches, soziales und kulturelles Engagement
Im vom Kantonsrat verabschiedeten Richtlinien wird die Zürcher Kantonalbank verpflichtet, wirtschaftliche, soziale und kulturelle Institutionen und Projekte zu unterstützen.
Die Zürcher Kantonalbank engagiert sich vor allem für Umwelt, Gesellschaft und Wirtschaft und ist beispielsweise Hauptsponsorin des Zoos Zürich, des Wildnisparks Zürich, der Umwelt Arena Spreitenbach im Kanton Aargau, des Vereins Zürcher Wanderwege, des Theaters Kanton Zürich, des Casinotheaters Winterthur, des Zürcher Theater Spektakels, der Literaturveranstaltungen im Kaufleuten,  des Zürcher Kammerorchesters sowie des Jazzfestivals jazznojazz und des Jazzclubs Moods. Zudem richtet sie Preise wie den ZKB Schillerpreis aus. Die Stiftungen Botanischer Garten Grüningen und SanArena-Rettungsschule, die für die Schweiz einzigartige Wege der Nothilfeausbildung für Laien beschreitet, wurden von der Zürcher Kantonalbank gegründet und sind ihr immer noch zugeordnet.
Weiter werden diverse Veranstaltungen des Breitensports von der Zürcher Kantonalbank gefördert, darunter als Hauptsponsorin den Zürich-Marathon, die Töss-Stafette oder den Zürcher Turnverband. Die Bank ist auch Hauptpartnerin des Zürcher Verkehrsverbunds beim Nachtnetz.
Die Wirtschaft im Kanton wird durch die Vergabe mehrerer Preise gefördert, darunter dem ZKB KMU-Preis, einem Nachhaltigkeitspreis für KMU sowie zusammen mit dem Technopark Zürich den ZKB Pionierpreis. An der ZHAW fördert sie ein Gründerzentrum, an der Universität Zürich unterstützt sie beispielsweise das Center for Corporate Responsibility and Sustainability sowie als Mitgründerin der Stiftung Excellence Foundation Zurich die Forschung in verschiedenen Bereichen.
Im Jahr 2019 hat die ZKB das «Swiss LGBTI-Label» erworben.

## Kritik am Rechtsstatus der ZKB
Liberale Kreise stören sich an der Rechtsform der Zürcher Kantonalbank als vom Kantonsrat geführte öffentlich-rechtliche Anstalt mit voller Staatsgarantie. Faktisch sei sie «eine europäische Grossbank in einem regionalpolitischen Korsett»: Gegründet wurde sie als Finanzinstitut, das lokalen KMU zu Krediten verhilft, doch agiert sie heute als europaweit aktiver «Finanztanker». In einer Krise habe sie viel zu wenig Spielraum, und die volle Staatsgarantie sei unter den heutigen Umständen anachronistisch und gegenüber der Masse der Steuerzahler unfair; die Haftung sei einzuschränken. Die 2014 eingeführte Abgeltung der Staatsgarantie, wonach die ZKB den Kanton Zürich für die Staatsgarantie entschädigt, sei ein Nullsummenspiel, «weil Versicherungsgeber und Versicherungsnehmer ein und dieselbe Einheit sind». Kritisiert werden auch die Public-Governance-Probleme; so teilen sich beispielsweise die drei grossen Parteien SVP, SP und FDP die Spitze des obersten Organs.

## Juristische Auseinandersetzungen

### Mangelnde Einhaltung interner Richtlinien 2006/2007
Ende 2006, Anfang 2007 kam eine ungenügende interne Kontrolle der Zürcher Kantonalbank an die Öffentlichkeit. Als führende Bank im Derivatehandel war sie als Optionsemittentin indirekt an verschiedenen feindlichen Firmenübernahmen oder Übernahmeversuchen beteiligt – so bei Unaxis, Saurer, Converium, Ascom, Implenia oder Sulzer. Besonders das Zürcher Traditionsunternehmen Sulzer missbilligte das Vorgehen der Zürcher Kantonalbank, Aktienpakete für Dritte durch Ausnützen von Schlupflöchern in der Meldepflichtregelung zu schnüren. Die Konsequenz daraus war eine Untersuchung der Eidgenössischen Bankenkommission, deren Ergebnis bis zum aktuellen Zeitpunkt noch aussteht.
Aufgrund der Untersuchungen der Aufsichtsbehörden sah sich das oberste Organ der Staatsbank, der Bankrat, zu verschiedenen Massnahmen gezwungen. Hierbei trennte sich die Bank im April 2007 zunächst von ihrem Leiter Investment und Private Banking sowie von ihrem Handelschef. Am 7. Mai 2007 wurde zudem in einem Pressecommuniqué der Zürcher Kantonalbank der Rücktritt von CEO Hans F. Vögeli auf den 31. Mai 2007 bekanntgegeben. Das involvierte Derivatteam hatte die Bank bereits zuvor verlassen.
In der Folge beschloss die Zürcher Kantonalbank verschiedene neue Richtlinien, unter anderem für das Optionsgeschäft. Sie erklärte ihre Absicht, zukünftig bei feindlichen Übernahmen kotierter Firmen nicht mehr mitzuwirken und für die Umgehung von Meldepflichten keine Hand mehr zu bieten. Ferner wurden die Eigengeschäftsbestimmungen für die Mitarbeiter verschärft, eine Compliance-Einheit eingerichtet und eine eigens für das Risikocontrolling zuständige Geschäftseinheit geschaffen.
In einem im Oktober 2008 im Zürcher Kantonsrat behandelten Schreiben der Eidgenössischen Bankenkommission entlastet diese die noch amtierenden Bankratsmitglieder, Bankpräsidiumsmitglieder und Geschäftsleitungsmitglieder. Die EBK beabsichtigte gegen diese keine aufsichtsrechtliche Massnahmen zu ergreifen. Alle Personen, die mit solchen Massnahmen oder «mit allfälliger Entfernung» hätten rechnen müssen, hätten die Bank inzwischen verlassen.

### Unversteuerte Vermögenswerte deutscher Kunden
Die Zürcher Kantonalbank erzielte am 27. Dezember 2016 mit den Justizbehörden in Köln im Steuerstreit eine einvernehmliche Einigung und leistet eine einmalige Steuernachzahlung von 5,7 Millionen Euro in Zusammenhang mit unversteuerten Vermögenswerten deutscher Kunden.

### Beendigung des Steuerstreits mit den USA
Ab 2008 konnte die ZKB aufgrund der rechtlichen Auseinandersetzungen der UBS mit den USA viele Kunden der UBS gewinnen. Im August 2018 wurde bekannt, dass sich die Staatsbank mit dem US-Justizministerium (DOJ) geeinigt hat. Damit hat sich die ZKB im Rahmen des Deferred Prosecution Agreement zu einer Zahlung von 98,5 Mio. USD verpflichtet: 39 Mio. USD gehen an die US-Steuerbehörde IRS für entgangene Steuern, 24 Mio. USD als Strafzahlung an das Finanzministerium.